# (297) Caecilia
(297) Caecilia ist ein Asteroid des äußeren Hauptgürtels, der am 9. September 1890 vom französischen Astronomen Auguste Charlois am Observatoire de Nice entdeckt wurde.
Ein Bezug dieses Namens zu einer Person oder einem Ereignis ist nicht bekannt. Siehe auch den diesbezüglichen Kommentar bei (295) Theresia.

## Wissenschaftliche Auswertung
Aus Ergebnissen der IRAS Minor Planet Survey (IMPS) wurden 1992 erstmals Angaben zu Durchmesser und Albedo für zahlreiche Asteroiden abgeleitet, darunter auch (297) Caecilia, für die damals Werte von 39,5 km bzw. 0,18 erhalten wurden. Eine Auswertung von Beobachtungen durch das Projekt NEOWISE im nahen Infrarot führte 2012 zu vorläufigen Werten für den Durchmesser und die Albedo im sichtbaren Bereich von 34,0 km bzw. 0,35.
Photometrische Messungen des Asteroiden fanden erstmals statt am 18. und 23. September 2003 am Blackberry Observatory in Louisiana. Aus der aufgezeichneten Lichtkurve wurde eine Rotationsperiode von 4,163 h bestimmt.
Aus den archivierten photometrischen Daten des United States Naval Observatory (USNO) und der Catalina Sky Survey in Arizona wurde in einer Untersuchung von 2013 erstmals ein dreidimensionales Gestaltmodell des Asteroiden für zwei alternative Rotationsachsen mit retrograder Rotation und einer Periode von 4,15139 h berechnet.
Mit dem Weltraumteleskop Transiting Exoplanet Survey Satellite (TESS) konnten während dessen Durchmusterung des Südhimmels 2018 bis 2019 auch Objekte des Sonnensystems beobachtet werden. Dabei wurden auch die Lichtkurven von fast 10.000 Asteroiden aufgezeichnet. Für (297) Caecilia wurde aus Messungen etwa vom 26. Mai bis 18. Juni 2019 eine Rotationsperiode von 4,15167 h erhalten.
Aus photometrischen Daten der Jahre 2004–2018 in Verbindung mit Daten von Gaia wurde dann in einer Untersuchung von 2020 mit dem Algorithmus Shaping Asteroids with Genetic Evolution (SAGE) ein verbessertes Gestaltmodell für zwei alternative Positionen der Rotationsachse mit retrograder Rotation und einer Periode von 4,15139 h erstellt. Eine Anwendung thermophysikalischer Modelle ergab einen Wert für den Durchmesser von etwa 41 km.
Im Jahr 2021 wurde aus archivierten Daten und photometrischen Messungen von Gaia DR2 erneut eine Rotationsachse mit retrograder Rotation berechnet. Die Rotationsperiode wurde dabei zu 4,15139 h bestimmt.
Zwischen 2012 und 2018 wurden mit der All-Sky Automated Survey for Supernovae (ASAS-SN) auch photometrische Daten von 20.000 Asteroiden aufgezeichnet. Auf mehr als 5000 davon konnte erfolgreich die Methode der konvexen Inversion angewendet werden, darunter auch (297) Caecilia, für die in einer Untersuchung von 2021 ein verbessertes dreidimensionales Gestaltmodell für zwei alternative Rotationsachsen mit retrograder Rotation und einer Periode von 4,15138 h berechnet wurde. Aus archivierten Daten des Asteroid Terrestrial-impact Last Alert System (ATLAS) aus dem Zeitraum 2015 bis 2018 konnte in einer Untersuchung von 2022 mit der Methode der konvexen Inversion eine Rotationsperiode von 4,1514 h bestimmt werden.